# Tipula tancitaro
Tipula tancitaro är en tvåvingeart som beskrevs av Alexander 1946. Tipula tancitaro ingår i släktet Tipula och familjen storharkrankar. Inga underarter finns listade i Catalogue of Life.